# Pep Sant Pont
Pep Sant Pont (Barcelona, 1945) és un físic català.
Llicenciat en Ciències Físiques per la Universitat Complutense de Madrid el 1968. Aquest mateix any comença a treballar a l'empresa Piher Semiconductores, primer com a investigador, després com a director d'investigació i finalment com a director tècnic. Ha participat en diversos plans d'investigació del Ministeri d'Indústria.
S'introdueix en el món del disseny fent algunes col·laboracions amb Ramon Bigas amb qui el 1983 va fundar l'empresa AD Associate Designers, on va treballar fins a la seva dissolució el 1995. Entre els seus treballs s'ha de destacar el llum de taula i de pinça Micro (1986) o la unitat de rodalies 446 per a RENFE, tots dos realitzats en col·laboració amb Ramon Bigas. També van dissenyar el peveter olímpic per als Jocs Olímpics d'Estiu de 1992 de Barcelona.